# بوم‌شناسی جنگل

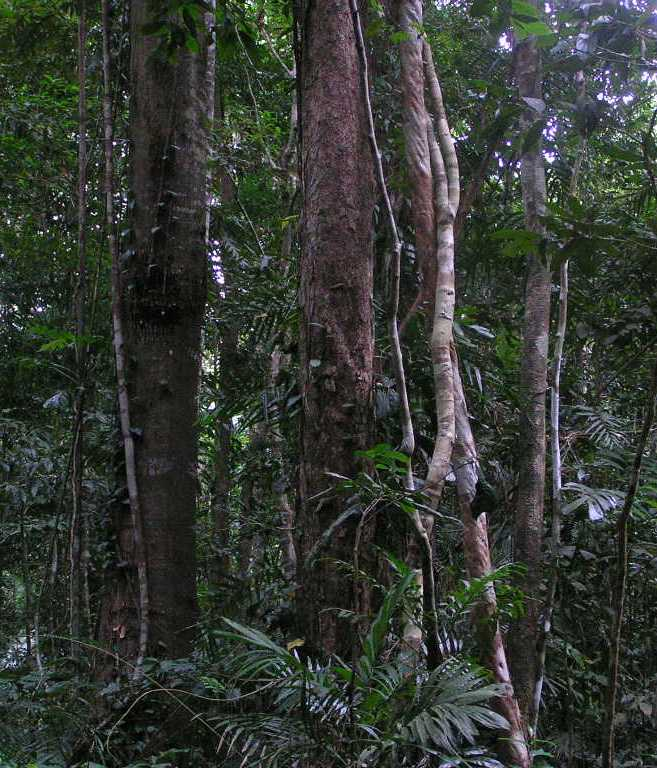
جنگل بارانی Daintree در کوئینزلند، استرالیا

بوم‌شناسی جنگل (به انگلیسی: Forest ecology) مطالعه علمی الگوها، فرایندها، گیاهان، جانوران و اکوسیستم‌های مرتبط در جنگل‌ها است. مدیریت جنگل به عنوان جنگل‌داری، جنگل‌ورزی و مدیریت جنگل شناخته می‌شود. اکوسیستم جنگلی یک واحد جنگلی طبیعی متشکل از همه گیاهان، جانوران و میکروارگانیسم‌ها (اجزای زنده) در آن منطقه است که همراه با همه عوامل فیزیکی غیرزنده محیط کار می‌کنند.

کاهش کلی در یک شاخص تخصصی جنگل برای ۲۶۸ گونه مهره‌دار جنگلی (۴۵۵ جمعیت)، ۱۹۷۰–۲۰۱۴، از انتشارات سازمان غذا و کشاورزی وضعیت جنگل‌های جهان ۲۰۲۰. جنگل‌ها، تنوع زیستی و مردم- به‌طور خلاصه

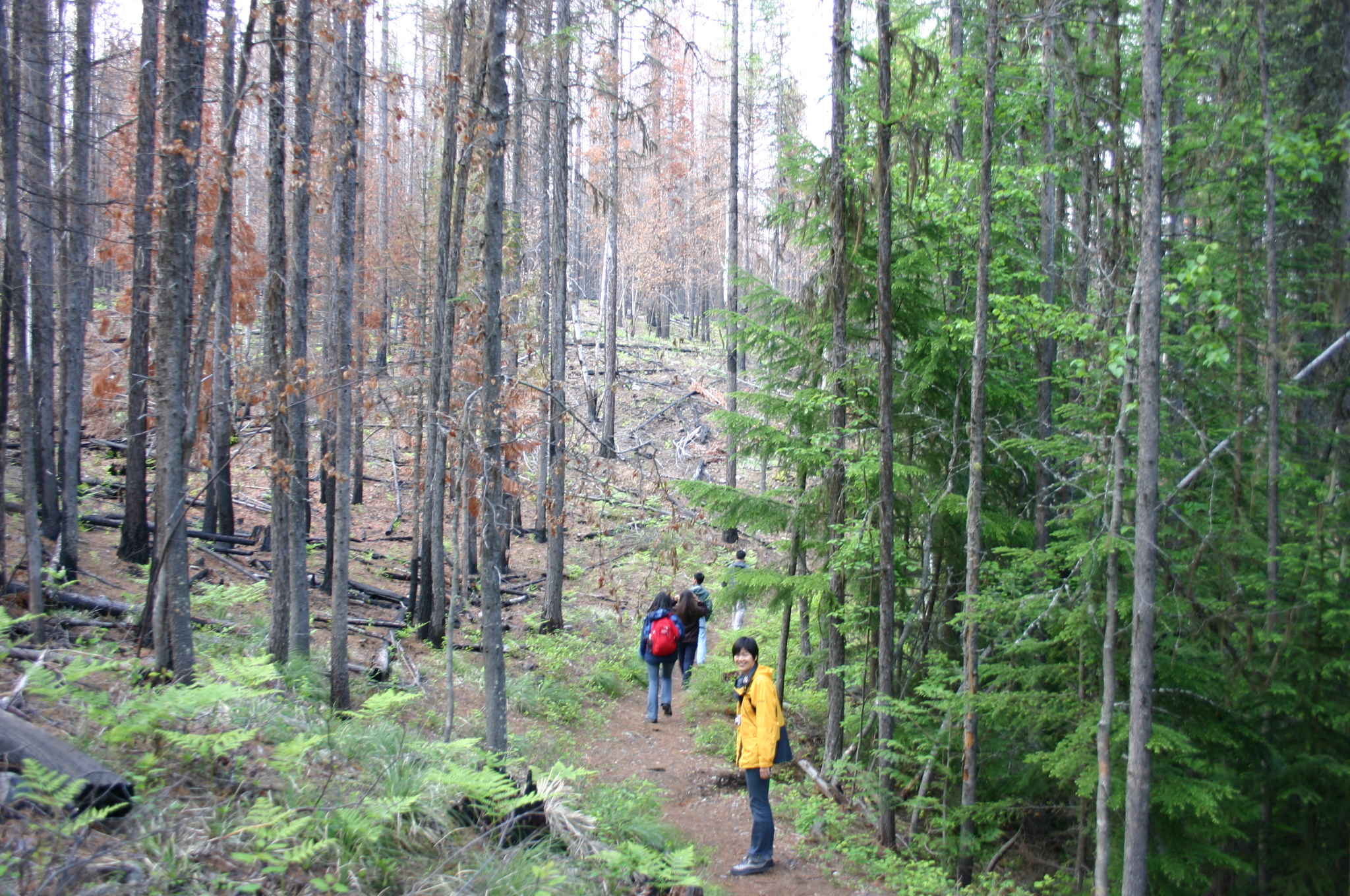
بوم‌شناسان جنگل به اثرات آشفتگی‌های بزرگ مانند آتش‌سوزیهای جنگلی علاقه‌مند هستند. مونتانا، ایالات متحده آمریکا